# Kanton Boussac
Boussac is een kanton van het Franse departement Creuse. Het kanton maakt deel uit van het arrondissement Guéret.

## Gemeenten
Het kanton Boussac omvatte tot 2014 de volgende 13 gemeenten:
- Bord-Saint-Georges
- Boussac (hoofdplaats)
- Boussac-Bourg
- Bussière-Saint-Georges
- Lavaufranche
- Leyrat
- Malleret-Boussac
- Nouzerines
- Saint-Marien
- Saint-Pierre-le-Bost
- Saint-Silvain-Bas-le-Roc
- Soumans
- Toulx-Sainte-Croix

Door de herindeling van de kanton bij decreet van 17 februari 2014, met uitwerking op 22 maart 2015 werd het kanton uitgebreid met de 4 volgende gemeenten van het opgeheven kanton Châtelus-Malvaleix:
- Bétête
- Clugnat
- Jalesches
- Tercillat